# NGC 7449
NGC 7449 este o galaxie situată în constelația Andromeda. A fost descoperită în 23 octombrie 1878 de către Édouard Stephan⁠(d). Se află la o distanță de 70,13 de megaparseci de Pământ.